# NGC 7748
NGC 7748 is een ster in het sterrenbeeld Cepheus. Het hemelobject werd op 16 november 1829 ontdekt door de Britse astronoom John Herschel.

## Synoniemen
- SAO 20818